# Atomaria laticollis
Atomaria laticollis é uma espécie de coleóptero da família Cryptophagidae, com distribuição restrita à Macaronésia.

## Distribuição
A espécie tem distribuição nas Ilhas Canárias e no Arquipélago da Madeira.